# Buscando a Miguel
Buscando a Miguel è un film del 2007 diretto da Juan Fischer.

## Trama
Miguel Villalobos, rampollo di una ricchissima famiglia colombiana, sta muovendo i primi passi nell'ambiente politico ma i suoi progetti non sono finalizzati ad aiutare i cittadini, bensì a trarre un tornaconto personale. Una sera, mentre si trova a cena in un locale, viene sedotto da una donna che in realtà mette una droga nel suo drink per poterlo derubare insieme al suo compagno. Approfittando di un momento di distrazione dei due truffatori, Miguel si allontana e si aggira nelle strade della città in uno stato di totale incoscienza ma incappa in una banda di giovanissimi teppisti che gli sottraggono tutto ciò che ha, compresi i vestiti.
Completamente nudo dalla testa ai piedi, un Miguel senza meta finisce per essere malmenato e rapito da tre criminali che procacciano cadaveri per un medico trafficante d'organi. Mentre si trova sul tavolo dell'obitorio, pronto per essere sezionato, Miguel si risveglia improvvisamente e riesce a sfuggire dai suoi aguzzini, anche grazie all'aiuto di un senzatetto di nome Pedro. Vagando per i bassifondi, scopre di aver perso la memoria e non ricorda più neanche il suo nome; fortunatamente viene accolto e curato dall'eccentrica transessuale Sol, che lo porta in casa sua. Da quel momento Miguel cerca in tutti i modi di ricostruire la sua identità, aiutato da una serie di flashback che gli riaffiorano alla mente. Nel suo percorso verso la verità, l'uomo viene a contatto con un mondo fatto di miseria e degrado, che nella sua vita precedente ha sempre ignorato e che invece lo porta a maturare come persona.